# Palpimanus stridulator
Palpimanus stridulator is een spinnensoort uit de familie Palpimanidae. De soort komt voor in Namibië.